# Воронов, Феодосий Дионисьевич
Феодо́сий Диони́сьевич Во́ронов (15 [28] февраля 1904, Новомосковск, Новомосковский уезд, Екатеринославская губерния, Российская империя — 5 октября 1975 года, Москва, РСФСР, СССР) — советский инженер-металлург, управленец, главный инженер Магнитогорского металлургического комбината имени В. И. Ленина (1951—1954), директор Магнитогорского металлургического комбината (1954—1960, 1961—1968), заместитель министра чёрной металлургии СССР (1968—1975). Кандидат в члены ЦК КПСС (1956—1961), член ЦК КПСС (1961—1971). Герой Социалистического Труда (1958).

## Биография
Родился 15 февраля 1904 год в городе Новомосковске Екатеринославской губернии (ныне Днепропетровская область, Украина). Отец Феодосия Дионисьевича был рабочим-кузнецом.
Обучался в мариупольском техникуме путей сообщения.

### Трудовая деятельность
В 1923 году Феодосий Воронов начал свой трудовой путь ремонтным рабочим на железной дороге в городе Мариуполе. В 1927 году он стал членом Всесоюзной коммунистической партии (позже КПСС), в том же году Воронов поступает в институт. 1930 году закончил Днепропетровский горный институт, получил квалификацию инженера-сталеплавильщика.
После окончания Днепропетровского горного института Феодосий Воронов в течение пятнадцати лет работает на заводах Украинской Советской Социалистической Республики. Воронов поступил работать на Нижнеднепровский трубопрокатный завод, где занимал должности начальника смены, заместителя начальника, а затем и начальника мартеновского цеха.
В 1937—1938 годах Феодосий Дионисьевич Воронов возглавлял Днепропетровский металлургический завод имени «Коминтерна» (в настоящее время открытое акционерное общество «Коминмет»), затем он был назначен заместителем главного инженера металлургического завода имени Феликса Дзержинского в Днепродзержинске (в настоящее время Днепровский металлургический комбинат имени Ф. Э. Дзержинского).
В 1939 году Воронов получил пост главного инженера металлургического завода имени Григория Петровского в Днепропетровске.
В 1941 году Феодосий Воронов был назначен начальником первого мартеновского цеха Магнитогорского металлургического комбината, занимал данный пост до 1946 года. На выборах в Верховный Совет СССР 2-го созыва Феодосий Воронов был председателем Магнитогорской окружной избирательной комиссии.
Феодосий Воронов был послан на восстановление металлургической промышленности регионов Советского союза, которые в ходе Великой Отечественной войны были оккупированы противником. В 1947 году он был назначен главным инженером Енакиевского металлургического завода в Сталинской области (ныне Донецкая область). Также работал главным инженером металлургического завода имени Феликса Дзержинского в Днепродзержинске.
В 1951 году Воронов возвращается в Магнитогорск, занимает должность главного инженера Магнитогорского металлургического комбината.

### Директор Магнитогорского металлургического комбината
В 1954 году Феодосий Дионисьевич Воронов сменил Александра Филипповича Борисова на посту директора крупнейшего металлургического предприятия СССР Магнитогорского металлургического комбината.
В 1954 году начал свою работу первый мартеновский цех Магнитогорского металлургического комбината, который на момент пуска являлся самым мощным подобным цехом на территории всего Советского Союза. Во второй половине 1960-х годов Воронов способствовал модернизации данного цеха, по его инициативе одна из крупных мартеновских печей была переделана в двухванную (1965 год). Такое нововведение позволило в два раза увеличить производительность печи, значительно снизить издержки, понизить себестоимость выпускаемой стали. После модернизации мартеновская печь в своем устройстве походила на конвертер, печь была реконструирована ввиду необходимости повышения выплавки стали и невозможности скорого строительства конвертера.
Следует отметить, что это был первый опыт создания двухванной мартеновской печи на территории Советского Союза. По воспоминаниям современников, сам Феодосий Воронов не был активным сторонником продолжения эксплуатации мартеновских печей, а тем более их модернизации, он считал необходимым развернуть на ММК конвертерный способ производства стали. Основной причиной подобных взглядов Воронова являлся вред, который мартеновский способ производства наносил экологической среде города Магнитогорска. Свои предложения Воронов доносил до представителей советского правительства, однако не получил поддержки.
В последующие годы опыт Магнитогорского металлургического комбината по модернизации мартеновских печей был применен на крупнейших металлургических предприятиях СССР — Череповецком металлургическом комбинате, Запорожском металлургическом комбинате, Криворожском металлургическом комбинате и Орско-Халиловском металлургическом комбинате.
Под руководством Феодосия Воронова был введен в эксплуатацию листопрокатный цех № 3 (1956 год), специализировавшийся на производстве тонкой жести с оловянным и цинковым покрытием, которая используется в пищевой промышленности.
В 1959 году был введен в эксплуатацию обжимной цех № 1 (слябинг), один из самых мощных в мире. В 1960 году был запущен листопрокатный цех № 4 ММК (стан «2500» горячей прокатки), крупнейший в своём роде на территории Европы стан, был призван удовлетворить потребности советской промышленности в широком стальном листе.
С 1960 года — председатель совнархоза Челябинского экономического административного района. В 1961 году вновь возглавил Магнитогорский металлургический комбинат, в этом же году стал членом ЦК КПСС.
В 1963 году была запущена аглофабрика № 4, оснащенная самым передовым отечественным оборудованием, в том числе сероулавливающими установками.
В период руководства Феодосия Воронова ММК был введен в эксплуатацию ряд коксовых батарей (агрегатов изготавливающих кокс — топливо для доменного производства чугуна), были сданы коксовая батарея № 11 (1959), коксовая батарея № 12 (1960), коксовая батарея № 13 (1964) и коксовая батарея № 14 (1966). Кроме того, были задуты доменная печь № 9 (1964), ставшая крупнейшей в Европе, и доменная печь № 10 (1965).
Именно по инициативе Феодосия Воронова было создано Верхнеуральское водохранилище. Феодосий Дионисьевич Воронов внес значительный вклад в улучшение социальной инфраструктуры Магнитогорска и Магнитогорского металлургического комбината, были созданы три дома отдыха на озере Банном, пансионат в Ессентуках, лечебный корпус в Ялте, профилакторий «Южный», пять пионерских лагерей, несколько дошкольных баз в Абзаково и Мочагах. Сам Феодосий Воронов, считал Магнитку делом своей жизни.
Являлся депутатом Верховного Совета РСФСР V, VI и VII созывов.

### Дальнейшая жизнь
В 1968 году Воронов стал заместителем министра чёрной металлургии СССР.
Умер 5 октября 1975 года. Похоронен в Москве на Новодевичьем кладбище.

## Память
По инициативе ветеранов Магнитогорского металлургического комбината школе № 51 города Магнитогорска было присвоено имя Феодосия Дионисьевича Воронова.
В 2012 году, согласно решению Магнитогорского городского собрания депутатов, имя Феодосия Дионисьевича Воронова было присвоено одной из улиц в поселке Александровский сад в Правобережном районе города. Кроме того, именем Воронова была названа трамвайная и автобусная остановки по улице Доменщиков.

## Награды
- Герой Социалистического Труда (Указ Президиума Верховного Совета СССР от 19 июля 1958 года, медаль «Серп и Молот» № 9233) — за выдающиеся успехи, достигнутые в деле развития чёрной металлургии[27][28]
- Три ордена Ленина (31 марта 1945 года, 19 июля 1958 года за номером 317511, 22 марта 1966 года)[1]
- Орден Октябрьской Революции (25 августа 1971 года)
- Четыре ордена Трудового Красного Знамени (30 сентября 1943 года, 6 февраля 1951 года, 30 января 1952 года, 31 января 1964 года)[28]
- Орден Дружбы народов (28 января 1974 года)[28]
- медали СССР, в том числе:
  - две медали «За трудовую доблесть» (5 мая 1949 года, 11 января 1957 года)[28]